# Heinrich Doergangk
Heinrich o Henricus  Doergangk, (*Colonia, segunda mitad del XVI - antes de 1626) gramático e hispanista alemán del siglo XVII.

## Biografía
Defensor del catolicismo, escribió en latín una gramática castellana titulada Institutiones in linguam hispanicam, admodum faciles, quales antehac nunquam visae (Coloniae, 1614). En esta obra menciona otras dos obras suyas compuestas anteriormente, Institutiones in linguam Italicam e Institutiones in linguam Gallicam, ambas de 1604. Parece que estuvo relacionado con la Compañía de Jesús y en su obra incluye numerosos elogios de Felipe II, Fernando III y San Ignacio de Loyola como defensores de la fe católica, pues una característica de esta obra gramatical es que de forma lateral, pero casi continuamente, batalla contra el protestantismo. Entre los textos que trae como ejemplos figuran los moralizantes Fray Luis de Granada, Fray Antonio de Guevara, Pedro de Ribadeneira y, curiosamente, La Celestina

Por estar escrito por un maestro de Salamanca con mucha sabiduría y muy elegante estilo, y no para que los hombres tomen ejemplo de los amores que allí se tratan, sino para que se aterroricen con la trágica muerte producida por unos vanos amores y para que aprendan a contraer matrimonios no a escondidas, sino en público, ante el Sacerdote, con parientes, amigos y testigos